# Levi P. Morton
Levi Parsons Morton (16 de maio de 1824 — 16 de maio de 1920) foi um membro da Câmara dos Representantes dos Estados Unidos de Nova Iorque e o 22º Vice-presidente norte-americano. Ele também, mais tarde, serviu como Governador de Nova Iorque e como embaixador dos Estados Unidos na França.